# Parafia św. Bartłomieja Apostoła w Ciągowicach
Parafia pod wezwaniem św. Bartłomieja Apostoła w Ciągowicach – parafia rzymskokatolicka w Ciągowicach, położona w dekanacie łazowskim, diecezji sosnowieckiej, metropolii częstochowskiej, w Polsce.
Parafia i miejscowość po raz pierwszy wzmiankowane zostały w sprawozdaniu z poboru świętopietrza sporządzonym przez Andrzeja de Verulis pośród parafii dekanatu sławkowskiego diecezji krakowskiej w 1326 pod nazwą Zancowicz i ponownie w 1327. Do dekanat sławkowskiego należała do 1331, po czym podległa była dekanatowi bytomskiemu.